# Aïn Tounga
Aïn Tounga (arabe : عين تونقة) est un site archéologique tunisien situé à une quinzaine de kilomètres de la ville de Testour, non loin du site de Dougga, qui abrite les vestiges de la cité antique de Thignica. 
Les vestiges les plus impressionnants consistent en des restes d'une forteresse byzantine. 